# Leipziger Buchmesse
Die Leipziger Buchmesse ist eine internationale Buchmesse, die jährlich im Frühjahr auf dem Leipziger Messegelände in Sachsen stattfindet. Sie ist der Frühjahrstreffpunkt der deutschen Buchbranche. Sie ist vor der Frankfurter Buchmesse die besucherstärkste Buchmesse Deutschlands und neben der Automesse Auto Mobil International sowie der universellen Mustermesse, die bis nach der Wiedervereinigung bestand, die bekannteste Messe Leipzigs. Die nächste Leipziger Buchmesse findet vom 19. bis 22. März 2026 statt.
Im Rahmen der Leipziger Buchmesse findet das größte europäische Lesefest Leipzig liest statt, das einen intensiven Austausch zwischen Autoren und Lesern schaffen soll. Integriert und Teil der Leipziger Buchmesse sind außerdem die Manga-Comic-Convention sowie die Leipziger Antiquariatsmesse. Auf der Messe wird jährlich der Preis der Leipziger Buchmesse vergeben.

## Profil

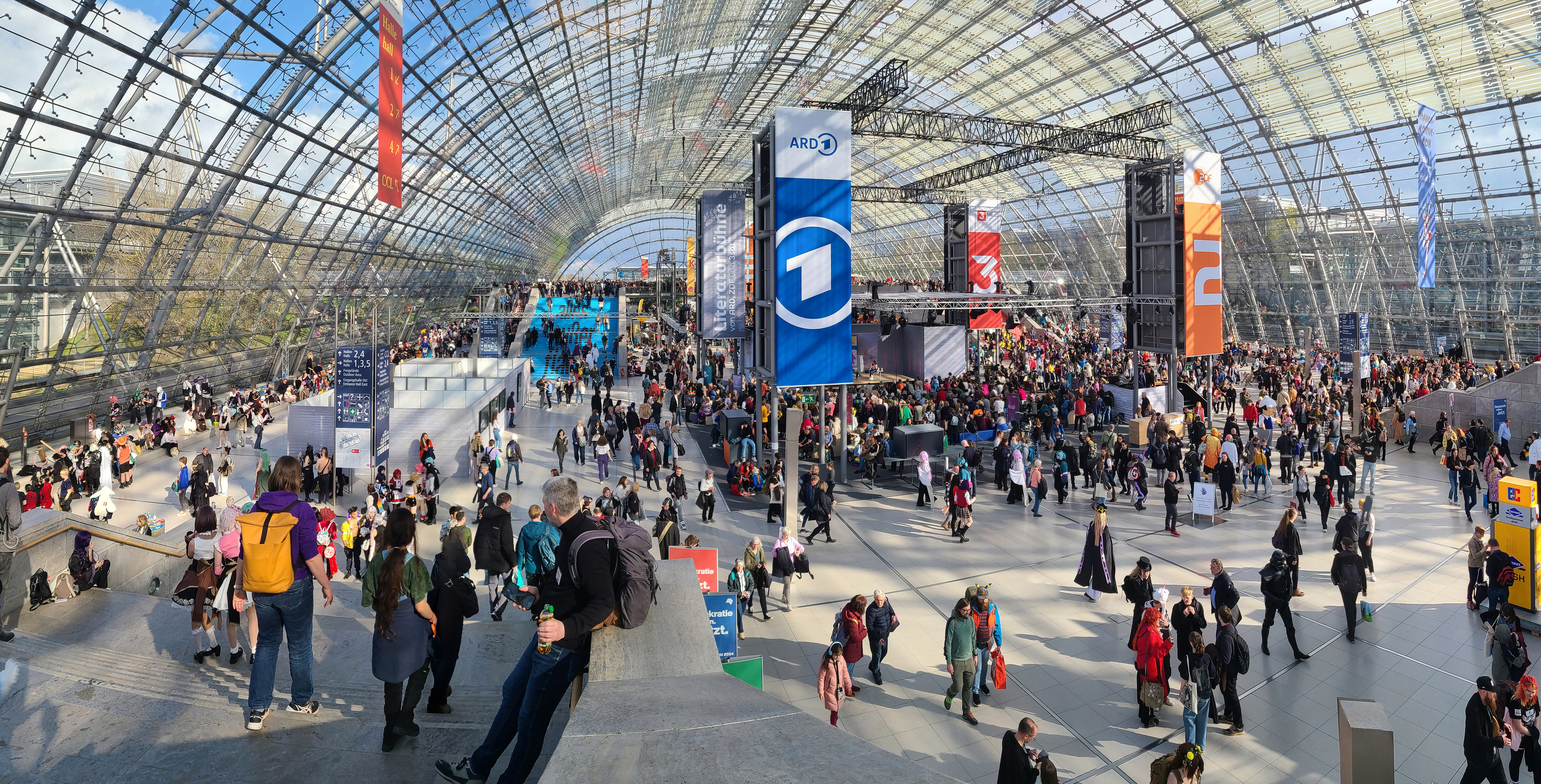
Besucheransturm in der Glashalle während der Buchmesse 2024

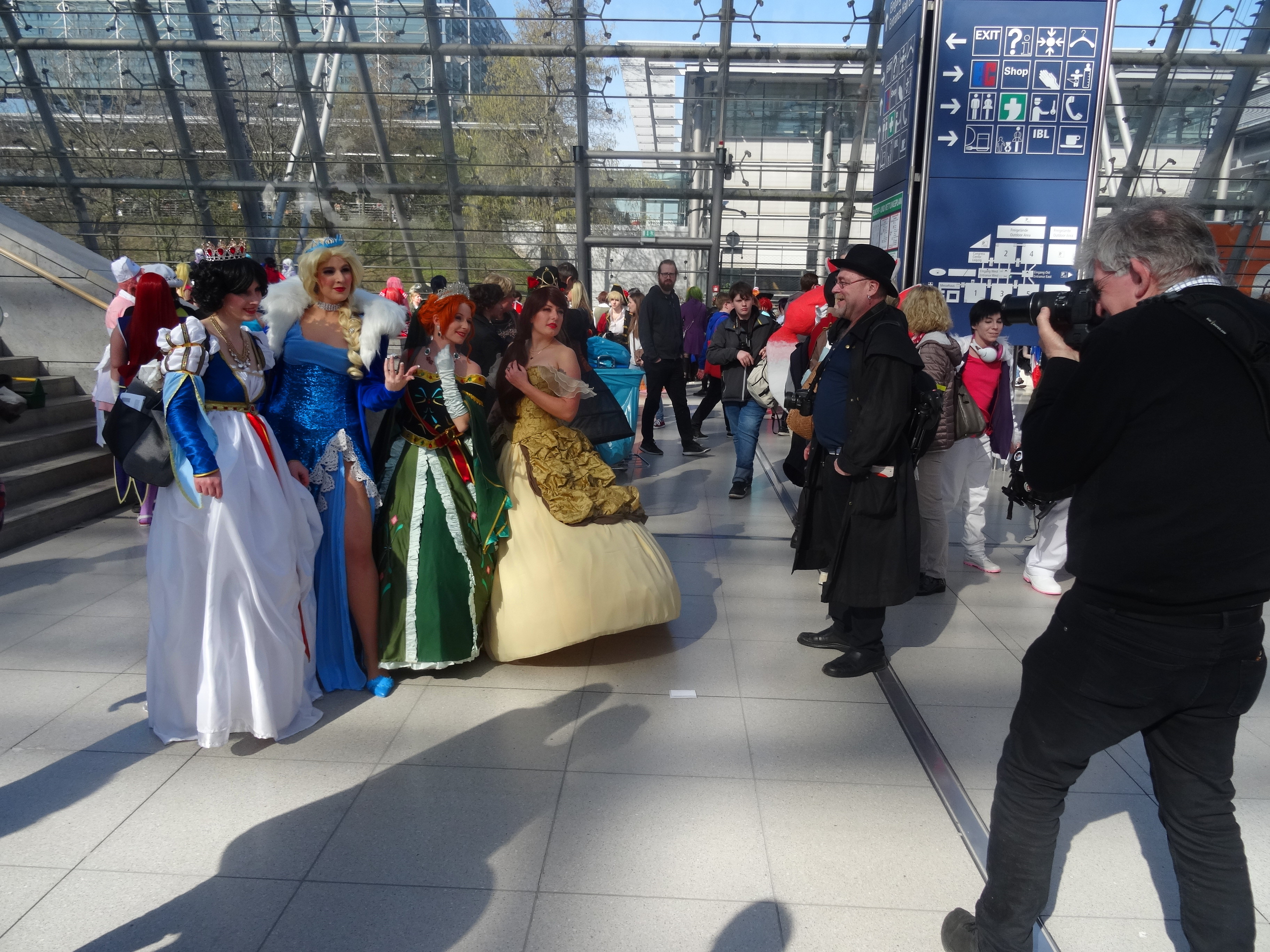
Cosplayer auf der Buchmesse in Leipzig 2017

Als erster großer Branchentreff des Jahres gilt die Leipziger Buchmesse mit der Präsentation der Neuerscheinungen des Frühjahres als wichtiger Impulsgeber für den Büchermarkt. Fachbesucher sind vor allem an dem ersten von vier Messetagen, einem Donnerstag, unterwegs. Um neben der Büchermesse in Frankfurt am Main, auf der ein weit größeres Auftragsvolumen getätigt wird, bestehen zu können, musste sich die Leipziger Buchmesse neu orientieren. Die Buchmesse ist daher in erster Linie eine „Publikumsmesse, die die Begegnung zwischen Autor und Besucher in den Vordergrund stellt“.
Die nähere Ausrichtung am Leser drückt sich besonders durch das von der Leipziger Messe und Kooperationspartnern wie Bertelsmann, dem Börsenverein des Deutschen Buchhandels, dem MDR und der Stadt Leipzig initiierte Lesefestival Leipzig liest aus. Mit rund 3600 Veranstaltungen im Jahr 2019 (Lesungen, Autorengesprächen etc.) und 74.000 Besuchern 2018 während der vier Messetage in der ganzen Stadt und vor allem auf dem Messegelände gilt es als europaweit größtes Festival seiner Art.
Die Atmosphäre der Messe wird von Besuchern und Verlagen oft als familiär und entspannt beschrieben. Die Messe wird aufgrund der Fokussierung auf den Leser auch von jungen und sehr jungen Lesern angenommen und durch zahlreiche meist junge Cosplayer mitgeprägt, die ein beliebtes Fotomotiv während der Messetage darstellen. Um dieses Potenzial besser zu nutzen, findet seit 2014 die Manga-Comic-Convention innerhalb der Buchmesse statt.
Auf der Leipziger Buchmesse werden neue Publikations- und Lesemethoden zu Schwerpunkten gemacht. Der Trend zum Hörbuch beispielsweise wurde auf der Leipziger Buchmesse besonders schnell erkannt und in das Messekonzept aufgenommen.

## Rahmenprogramm
Die Messe wird medial umrahmt, beispielsweise durch die Verleihung des Preises der Leipziger Buchmesse (von 2002 bis 2004 des Deutschen Bücherpreises), der Vergabe des Leipziger Buchpreises zur Europäischen Verständigung und die Nominierung des Deutschen Jugendliteraturpreises. Auch die Verleihung des gemeinsam mit der Stiftung Lesen verantworteten Leseförderpreises Leipziger Lesekompass ist seit 2012 Teil der Messe. Seit 2013 findet parallel zur Buchmesse die Leipziger Autorenrunde statt. Am Sonntagnachmittag tritt seit 2015 ein Buchmessechor aus Laien mit dem MDR-Rundfunkchor auf. Vor allem für Schüler und Schülerinnen existiert seit 2019 innerhalb der Messe die „Werkstatt Plus“, eine Medienwerkstatt zum Erstellen eigener Inhalte.

## Geschichte

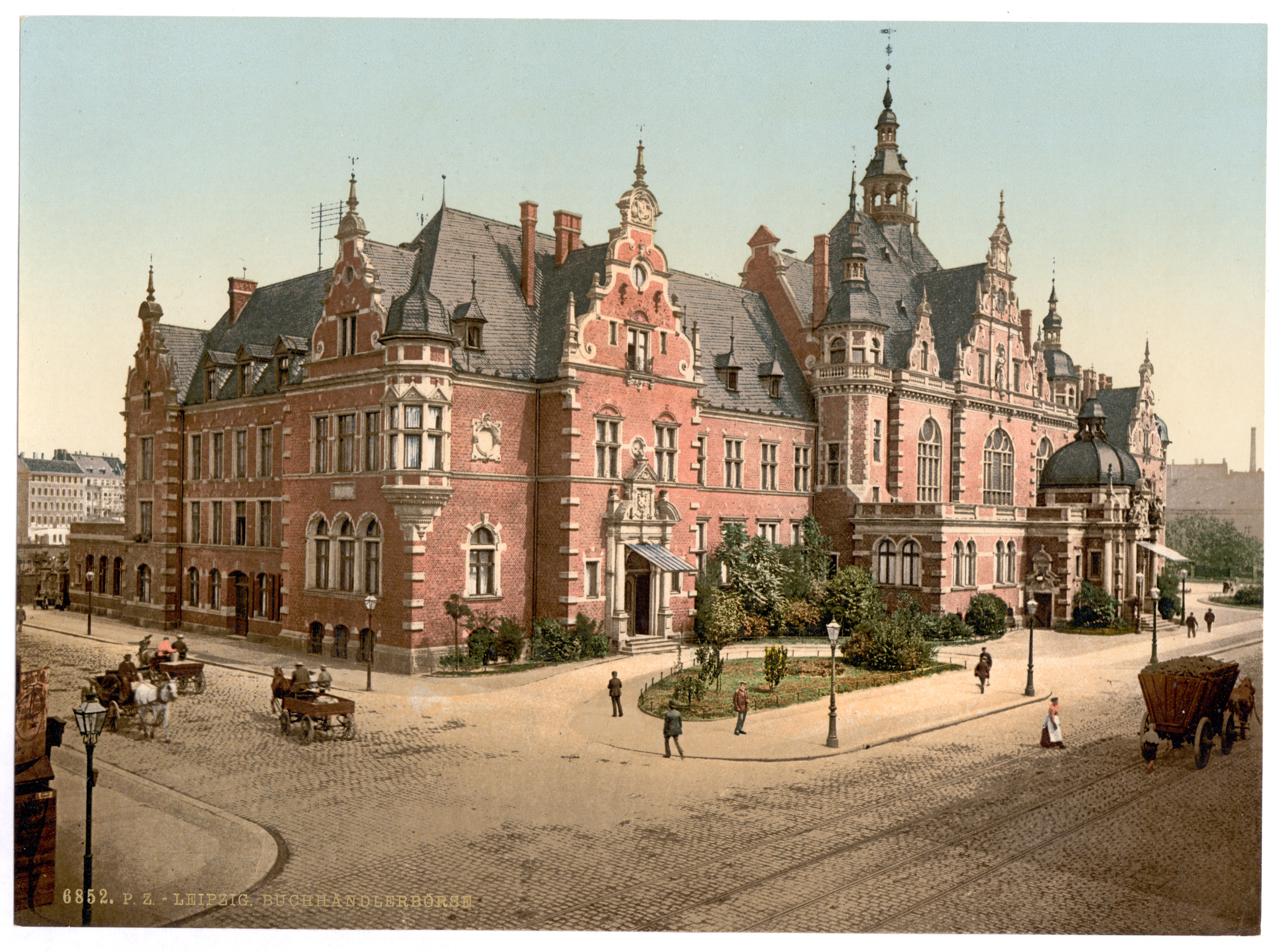
Deutsches Buchhändlerhaus in der Hospitalstraße um 1900

Die Geschichte der Leipziger Buchmesse reicht bis in das 17. Jahrhundert zurück, 1632 überstieg die Zahl der vorgestellten Bücher erstmals die der Buchmesse in Frankfurt am Main. Besonders im 18. Jahrhundert stellte Leipzig mit seinen Verlegern, wie beispielsweise Philipp Erasmus Reich, und Buchhändlern das Zentrum des modernen deutschen Buchhandels dar. 1825 gründete sich hier der Börsenverein der Deutschen Buchhändler zu Leipzig, dessen Sitz von 1836 bis 1888 die (alte) Buchhändlerbörse in der Ritterstraße und von 1888 bis zu seiner Zerstörung 1943 das Deutsche Buchhändlerhaus an der Hospitalstraße (heute: Prager Straße) war. Der Spitzenplatz der Leipziger Buchmesse blieb bis 1945 bestehen, erst danach wurde sie von der Messe in Frankfurt am Main überflügelt. Dennoch blieb die Buchmesse auch während der DDR-Zeit ein wichtiger Treffpunkt für Buchfreunde und Buchhändler aus Ost und West. Ab 1952 waren westliche Verlage vertreten. Das Messehaus am Markt bot ab 1963 8000 Quadratmeter Fläche, während Frankfurt damals 22.000 Quadratmeter nutzen konnte.

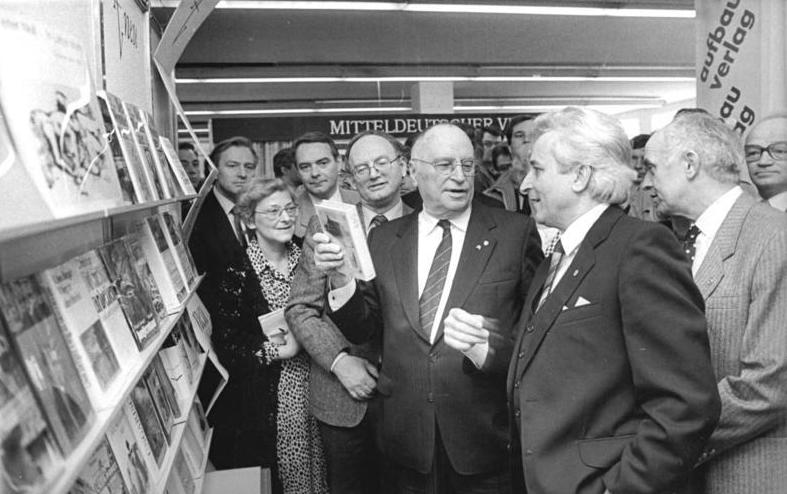
Die DDR-Funktionäre Hermann Kant und Kurt Hager auf der Buchmesse (1987)

Seit 1973 fand die Buchmesse im Frühjahr statt. Westdeutsche Journalisten besuchten die Messe und nutzten die Messe als „kulturpolitisches Barometer“ (siehe auch Literaturpolitik der DDR). Im Unterschied zur Frankfurter Messe hatte jedermann ständig Zugang; in Frankfurt waren und sind Tage für Fachbesucher reserviert. Die Neugier des Publikums wurde nicht immer befriedigt: Allein im Frühjahr 1965 konnten 800 Titel nur als Blindband gezeigt werden, da die DDR-Verlage ihre Papierzuteilung erst im April jedes Jahres bekamen. Auch Buchhändler konnten nicht immer von der Messe profitieren, da nicht in den bestellten Auflagen gedruckt wurde. Die Toleranz der West-Verlage gegenüber Buchdiebstählen war bekannt: Uwe Tellkamp stellte dies in seinem Roman Der Turm dar. Um den Abfluss westlicher Literatur von den Buchmesseständen in die DDR zu bremsen, ordnete die Messeleitung schließlich an, die Bücher an den Regalen zu befestigen.
Lesungen am Rande der Buchmesse, die heute zahlreich stattfinden, waren damals selten; im Durchschnitt der 1980er Jahre 30 Veranstaltungen mit 2000 Lesern. Die Erste Alternative Buchmesse Leipzig führte als Parallelveranstaltung eine Vielzahl von Lesungen und Begegnungen mit den Autoren ein – diese Idee wurde später als „Leipzig liest“ übernommen.
Nach der Wende und dem Umzug vom Messehaus am Markt auf das neue Messegelände 1998 begann ein erneuter Aufstieg der Buchmesse mit beständigen Wachstumsraten. Seit 1995 findet während der Buchmesse als Ergänzung zum Messeprogramm auch die Leipziger Antiquariatsmesse statt.
Am 3. März 2020 wurden wegen der COVID-19-Pandemie die Leipziger Buchmesse 2020 sowie alle damit in Verbindung stehenden Veranstaltungen Manga-Comic-Con und das Lesefest Leipzig liest abgesagt.
Auch die Leipziger Buchmesse 2021 sowie alle damit in Verbindung stehenden Veranstaltungen wurden im Januar 2021 abgesagt, erneut war die Risikolage durch die Corona-Pandemie der Grund. Aufgrund des Ausfalls wurde die Messe im April 2021 vom Deutschen Kulturrat in die Vorwarnstufe der Roten Liste 2.0 aufgenommen. Ersatzweise fanden „Live-Lesungen und Verlagspräsentationen im digitalen Raum sowie an ausgewählten Orten in Leipzig“ statt.
2022 wurde die Buchmesse wegen der COVID-19-Pandemie zum dritten Mal in Folge abgesagt. „Zahlreiche Absagen von Ausstellern … führten dazu, dass die erwartete Qualität und inhaltliche Breite … nicht mehr gewährleistet“ sei, teilten die Veranstalter mit, u. a. widerriefen die Verlagsgruppen Oetinger und Penguin Random House die Teilnahme. Da die Absage nur kurze Zeit vor dem vorgesehenen Start erfolgte, verzichtete der Veranstalter auf die Erstellung eines digitalen Alternativprogramms. 60 Verlage organisierten in der Zeit vom 18. bis 20. März 2022 im Werk 2, einem soziokulturellen Zentrum in Leipzig, eine alternative „buchmesse_popup“, außerdem wurden die auf der Buchmesse geplanten Preisverleihungen vorgenommen und online übertragen.
Für das Jahr 2023 war die Buchmesse ursprünglich im März geplant, wurde aber vorsorglich auf den 27. bis 30. April 2023 verschoben, um Planungssicherheit zu geben.

## Bilanz seit 2008

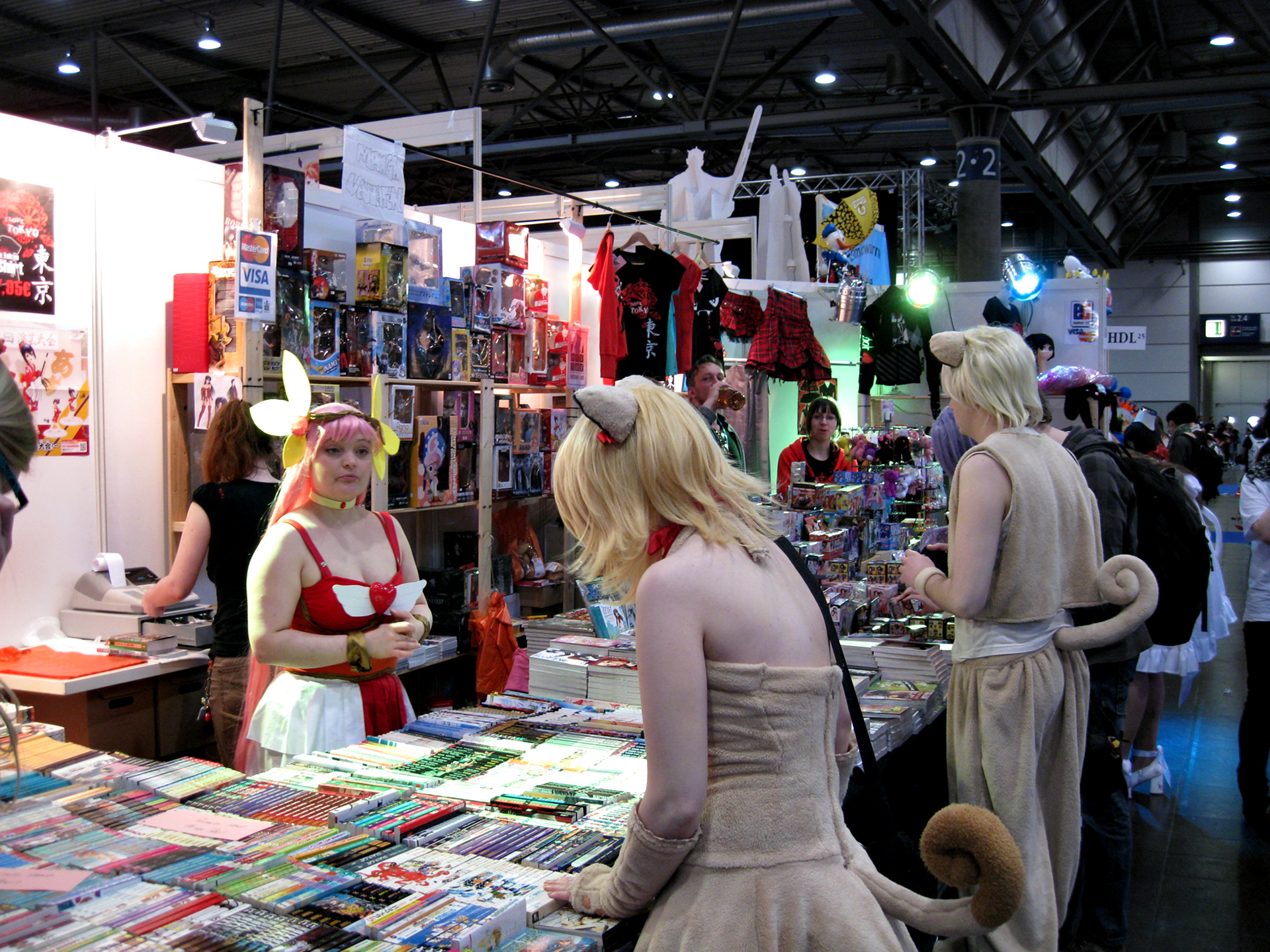
Messestand mit Merchandising-Artikeln zu Anime- und Mangaserien, Buchmesse Leipzig 2012

Im Jahr 2008 verzeichnete die Messe mit 129.000 Besuchern und 2.345 Verlagen aus 39 Ländern zumindest bei den Besucherzahlen eine neue Rekordbeteiligung (plus 1,6 Prozent), während die Zahl der Aussteller leicht gesunken war.
2009 wurde die Leipziger Buchmesse am 11. März mit der Verleihung des Leipziger Buchpreises zur Europäischen Verständigung an den deutschen Historiker Karl Schlögel eröffnet. Am 12. März wurde der Preis der Leipziger Buchmesse verliehen an Eike Schönfeld (in der Kategorie Übersetzung) für die Übertragung von Saul Bellows „Humboldts Vermächtnis“, an den Politikwissenschaftler Herfried Münkler für „Die Deutschen und ihre Mythen“ (Kategorie Sachbuch/Essayistik) und an die Schriftstellerin Sibylle Lewitscharoff für den Roman „Apostoloff“ (Kategorie Belletristik). Für das Publikum war die Messe, beschickt von 2.135 Ausstellern aus 38 Ländern, vom 12. bis 15. März zugänglich. Zu den Themenschwerpunkten zählte der politische Umbruch in der DDR und in Osteuropa. Nach Informationen der Messeleitung wurden 147.000 Besucher gezählt, ein Plus von 14 Prozent gegenüber 2008. Die Veranstalter gehen auch weiterhin von einer Konsolidierung der Messe aus.
Im Jahr 2010 ging die Zahl der Aussteller auf 2.071 aus 39 Ländern zurück, bei gleichzeitig weiter steigenden Besucherzahlen von 156.000, darunter 45.000 Fachbesuchern.
Mit 2.150 Ausstellern aus 36 Ländern konnte im darauffolgenden Jahr der Stand von 2009 wieder erreicht werden. Mit 163.000 Besuchern, darunter 45.000 Fachbesucher stieg auch diese Zahl gegenüber dem Vorjahr an.
Die Leipziger Buchmesse 2012 fand vom 15. bis 18. März 2012 statt. Insgesamt beteiligten sich 2.071 Verlage aus 44 Ländern an der Messe. Mit insgesamt 163.500 Besuchern erreichte man den Schnitt des Vorjahres.
Mit 175.000 Besuchern stellte die Buchmesse 2014 einen neuen Rekord auf. Rund 31.000 davon reisten zur diesjährigen Manga-Comic-Convention an.
2015 stand die Buchmesse unter dem Schwerpunkt 1965 bis 2015 Deutschland – Israel und würdigte damit das einzigartige Verhältnis beider Staaten. Zahlreiche Autoren aus Israel und Deutschland sprachen über Vergangenheit, Gegenwart und Zukunft der besonderen Beziehung.
Mit 208.000 Besuchern stellte die Buchmesse 2017 erneut einen Rekord auf. Rund 105.000 Besucher besuchten auch die diesjährige Manga-Comic-Convention.
Erst im Jahre 2018 endete die Leipziger Buchmesse nicht mit einem Besucherrekord. Aufgrund von schwierigen Witterungsverhältnissen und einer Störung am Leipziger Hauptbahnhof durch den unerwartet starken Wintereinbruch kamen nur 197.000 Besucher zur Leipziger Buchmesse. Die Zahl der Aussteller wuchs auf 2.635. Rund 104.000 Besucher besuchten auch die diesjährige Manga-Comic-Con. Gastland war Rumänien.
| Datum                           | Aussteller (nur Buchmesse)                          | Aussteller Manga-Comic-Convention                   | Länder                                              | Besucher Leipziger Buchmesse & Lesefest Leipzig liest | Besucher LBM Leipziger Buchmesse                    | Besucher MCC Manga-Comic-Convention                 | Fachbesucher                                        | Gastland Schwerpunkt |
| ------------------------------- | --------------------------------------------------- | --------------------------------------------------- | --------------------------------------------------- | ----------------------------------------------------- | --------------------------------------------------- | --------------------------------------------------- | --------------------------------------------------- | --- |
| 12. bis 16. März 2008           | 2.345                                               |                                                     | 39                                                  |                                                       | 129.000                                             | –                                                   |                                                     | Kroatien |
| 11. bis 15. März 2009           | 2.135                                               |                                                     | 38                                                  |                                                       | 147.000                                             | –                                                   |                                                     | |
| 17. bis 21. März 2010           | 2.071                                               |                                                     | 39                                                  |                                                       | 157.000                                             | –                                                   | 45.000                                              | |
| 16. bis 20. März 2011           | 2.150                                               |                                                     | 36                                                  |                                                       | 163.000                                             | –                                                   | 45.000                                              | Serbien |
| 15. bis 18. März 2012           | 2.071                                               |                                                     | 44                                                  |                                                       | 163.500                                             | –                                                   |                                                     | |
| 14. bis 17. März 2013           | 2.069                                               |                                                     | 43                                                  |                                                       | 168.000                                             | –                                                   | 50.000                                              | |
| 13. bis 16. März 2014           | 2.025                                               | 169                                                 | 42                                                  | 237.000                                               | 175.000                                             | 89.000                                              |                                                     | Schweiz |
| 12. bis 15. März 2015           | 1.976                                               | 287                                                 | 42                                                  | 251.000                                               | 186.000                                             | 93.000                                              | 54.800                                              | 1965 bis 2015. Deutschland – Israel |
| 17. bis 20. März 2016           | 1.974                                               | 276                                                 | 42                                                  | 260.000                                               | 195.000                                             | 96.000                                              |                                                     | |
| 23. bis 26. März 2017           | 2.139                                               | 300                                                 | 43                                                  | 285.000                                               | 208.000                                             | 105.000                                             | 56.500                                              | Litauen |
| 15. bis 18. März 2018           | 2.310                                               | 325                                                 | 46                                                  | 271.000                                               | 197.000 (a)                                         | 104.000                                             |                                                     | Rumänien |
| 21. bis 24. März 2019           | 2.197                                               | 350                                                 | 46                                                  | 286.000 (b)                                           | – (b)                                               | 104.000                                             |                                                     | Tschechien |
| 12. bis 15. März 2020 (Geplant) | Abgesagt am 3. März wegen der COVID-19-Pandemie.    | Abgesagt am 3. März wegen der COVID-19-Pandemie.    | Abgesagt am 3. März wegen der COVID-19-Pandemie.    | Abgesagt am 3. März wegen der COVID-19-Pandemie.      | Abgesagt am 3. März wegen der COVID-19-Pandemie.    | Abgesagt am 3. März wegen der COVID-19-Pandemie.    | Abgesagt am 3. März wegen der COVID-19-Pandemie.    | Geplant: Schwerpunktregion 2020–22: Common Ground. Literatur aus Südosteuropa (Aussteller aus Albanien, Bosnien und Herzegowina, Bulgarien, Kosovo, Kroatien, Montenegro, Nordmazedonien, Rumänien, Serbien, Slowenien) |
| 27. bis 30. Mai 2021 (Geplant)  | Abgesagt am 29. Januar wegen der COVID-19-Pandemie. | Abgesagt am 29. Januar wegen der COVID-19-Pandemie. | Abgesagt am 29. Januar wegen der COVID-19-Pandemie. | Abgesagt am 29. Januar wegen der COVID-19-Pandemie.   | Abgesagt am 29. Januar wegen der COVID-19-Pandemie. | Abgesagt am 29. Januar wegen der COVID-19-Pandemie. | Abgesagt am 29. Januar wegen der COVID-19-Pandemie. | Portugal |
| 17. bis 20. März 2022 (Geplant) | Abgesagt am 9. Februar wegen der COVID-19-Pandemie. | Abgesagt am 9. Februar wegen der COVID-19-Pandemie. | Abgesagt am 9. Februar wegen der COVID-19-Pandemie. | Abgesagt am 9. Februar wegen der COVID-19-Pandemie.   | Abgesagt am 9. Februar wegen der COVID-19-Pandemie. | Abgesagt am 9. Februar wegen der COVID-19-Pandemie. | Abgesagt am 9. Februar wegen der COVID-19-Pandemie. | Österreich |
| 27. bis 30. April 2023          | 1.685                                               | 397                                                 | 40                                                  | 274.000                                               |                                                     | 102.000                                             | 55.000                                              | Österreich |
| 21. bis 24. März 2024           | 1.640                                               | 445                                                 | 40                                                  | 283.000                                               |                                                     |                                                     |                                                     | Niederlande und Flandern |
| 27. bis 30. März 2025           | 1.534                                               | 506                                                 | 45                                                  | 296.000                                               |                                                     |                                                     |                                                     | Norwegen |